# Leandro Trossard
Leandro Trossard (sinh ngày 4 tháng 12 năm 1994) là một cầu thủ bóng đá chuyên nghiệp người Bỉ hiện đang thi đấu ở vị trí tiền đạo hoặc tiền vệ cánh cho câu lạc bộ Premier League Arsenal và đội tuyển bóng đá quốc gia Bỉ.

## Sự nghiệp câu lạc bộ

### Genk
Trossard gia nhập học viện trẻ K.R.C. Genk từ học viện Bocholt vào năm 2010. Anh ấy được thăng cấp lên đội cấp cao vào năm 2012, ra mắt lần đầu tiên, mặc dù ngắn gọn, vào ngày 13 tháng 5 năm 2012 trong một trận đấu với K.A.A. Gent. Trận đấu kết thúc với tỷ số 3–1 nghiêng về Gent. Trossard được tung vào sân ở phút 87, thay cho Stef Peeters. Ba phút đó là những phút duy nhất anh ấy chơi trong giải đấu mùa đó. Trong nhiều mùa giải, anh liên tục đem đi cho mượn. Kết quả là, anh ấy đã không ghi bàn thắng đầu tiên cho Genk cho đến hơn 4 năm sau, trong trận thua 4–1 trước K.V. Kortrijk vào ngày 25 tháng 9 năm 2016. Anh được tung vào sân thay cho Leon Bailey và ghi bàn ở phút 63, do Bryan Heynen kiến tạo.
Vào tháng 1 năm 2013, Trossard được cho Lommel United mượn. Trong mười hai lần ra sân ở giải đấu, anh đã ghi được bảy bàn thắng. Trận ra mắt của anh ấy cho Lommel diễn ra vào ngày 3 tháng 2 năm 2013 trong trận thua 0–1 trước Sint-Truiden. Anh được tung vào sân thay người ở phút 63, vào sân thay cho Thomas Jutten. Có thể cho rằng, trận đấu hay nhất trong thời gian cho mượn của anh ấy là cú hat-trick của anh ấy trong chiến thắng 3–2 trên sân nhà trước K.F.C. Dessel Sport, trước 2000 người hâm mộ tại Soevereinstadion. Anh ấy ghi một bàn ở phút 11, một bàn khác ở phút 60 (từ chấm phạt đền), và bàn cuối cùng ở phút 74. Anh bị thay ra ở phút 88.
Vào tháng 7 năm 2013, Trossard được cho K.V.C. Westerlo mượn. Trong 17 lần ra sân ở giải đấu, anh ấy đã ghi được ba bàn thắng. Bàn thắng đầu tiên trong số này đến vào ngày 9 tháng 8 năm 2013 trong chiến thắng 2–0 trước câu lạc bộ cũ của anh là Lommel United. Anh ghi bàn ở phút 74. Anh ra mắt vào ngày 3 tháng 8 năm 2013 trong trận hòa 2–2 trên sân nhà với A.F.C. Tubize. Đây cũng là trận đấu đầu tiên của anh ấy cho câu lạc bộ. Trossard đã giúp Westerlo thăng hạng lên
Vào tháng 7 năm 2014, Trossard lại được cho Lommel United mượn. Anh ấy tiếp tục phong độ ghi bàn của mình, ghi 16 bàn sau 33 trận đấu tại giải VĐQG. Anh ghi hat-trick thứ hai trong sự nghiệp cho Lommel vào ngày 22 tháng 3 năm 2015 trong trận hủy diệt Racing Mechelen 6–0. Các bàn thắng của anh đến ở các phút 33, 61 và 69. Mùa giải đó, Lommel chỉ kém 9 điểm để thăng hạng trở lại giải đấu hàng đầu.
Vào tháng 7 năm 2015, Trossard lại được cho mượn, lần này là cho OH Leuven. Trong 30 trận đấu tại giải đấu, anh ấy đã ghi được tám bàn thắng. Anh ấy đã ra mắt Leuven vào ngày 25 tháng 7 năm 2015 trong trận thua 1–3 trước câu lạc bộ mà anh đã được cho mượn ở Genk. Genk đã không thực thi quy tắc không cho phép những người cho mượn thi đấu với họ, khi anh được tung vào sân từ băng ghế dự bị ở phút 61, thay cho Yohan Croizet. Bàn thắng đầu tiên của anh ấy cho Leuven là vào ngày 16 tháng 8 năm 2015 trong chiến thắng 2–0 trước Charleroi. Anh đã tạo ra một tác động ngay lập tức từ băng ghế dự bị. Anh được tung vào sân thay Yohan Croizet ở phút 82, và ghi bàn ở phút 85.

### Brighton & Hove Albion
Vào ngày 26 tháng 6 năm 2019, Brighton đã đồng ý ký hợp đồng với Trossard, người đã tham gia hợp đồng 4 năm với tùy chọn gia hạn thêm một năm, trở thành bản hợp đồng thứ hai của câu lạc bộ trong mùa hè, sau khi Matt Clarke chuyển đến Portsmouth. Trossard ra mắt cho The Seagulls vào ngày 17 tháng 8, nơi anh ghi bàn gỡ hòa trong trận hòa 1–1 trên sân nhà trước West Ham United. Đầu trận, anh đã bị VAR từ chối bàn thắng do lỗi việt vị. Trossard đã ghi hai bàn vào lưới Norwich trong mùa giải 2019–20, một trong chiến thắng 2–0 trên sân nhà vào ngày 2 tháng 11 năm 2019, và một lần nữa trong chiến thắng quan trọng 1–0 trên sân khách vào ngày 4 tháng 7 năm 2020 để giúp Brighton tiến xa hơn khỏi top 3 bảng xếp hạng từ dưới cùng.
Vào ngày 31 tháng 1 năm 2021, Trossard ghi bàn thắng duy nhất trong chiến thắng 1–0 trên sân nhà trước Tottenham Hotspur để mang về chiến thắng đầu tiên trên sân nhà cho Seagulls trong mùa giải 2020–21. Trossard thi đấu trong chiến thắng 1–0 trên sân khách của Brighton trước đương kim vô địch Liverpool vào ngày 3 tháng 2, tuyên bố chiến thắng đầu tiên của họ tại Anfield kể từ năm 1982, nơi anh cản phá cú sút của Steven Alzate vào lưới Alzate, được kiến tạo trong bàn thắng duy nhất của trận đấu. Vào ngày 14 tháng 3 năm 2021, Trossard ghi bàn quyết định trong chiến thắng 2–1 trước Southampton, ấn định chiến thắng đầu tiên của Brighton trước Saints trong lịch sử Premier League. Trossard đã ghi bàn thắng đầu tiên trong trận lội ngược dòng dẫn trước 2–0 của Brighton để đánh bại nhà vô địch Manchester City 3–2 vào ngày 18 tháng 5, khi người hâm mộ trở lại với bóng đá.
Trossard ghi bàn thắng đầu tiên trong mùa giải 2021–22 vào ngày 11 tháng 9, ghi bàn thắng quyết định ở phút 90, ghi bàn thắng duy nhất của trận đấu trong chiến thắng 1–0 trên sân khách trước tân binh Premier League Brentford. Anh ấy đã để thủng lưới một quả phạt đền khi phạm lỗi Conor Gallagher trên sân khách tại Crystal Palace trong trận derby đầu tiên của mùa giải vào ngày 27 tháng 9, nơi Wilfried Zaha thực hiện thành công quả phạt đền để đưa Palace dẫn trước 1–0 sau giờ nghỉ giải lao. Tuy nhiên, Neal Maupay đã ghi bàn gỡ hòa ở phút 90+5 để mang về một điểm cho bờ biển phía nam. Trossard đã ghi bàn gỡ hòa cho Brighton trên sân khách trước Liverpool vào ngày 30 tháng 10, hoàn thành một pha phản công hấp dẫn, dẫn trước 2–0 để kiếm về trận hòa 2–2. Anh ấy đã tận hưởng khoảng thời gian ở Bắc London vào tháng 4 năm 2022 bằng cách ghi hai bàn trong hai trận đấu với Arsenal và Tottenham. Mở tỷ số trong chiến thắng 2-1 trước Arsenal vào ngày 9 và ghi bàn ấn định chiến thắng ở phút 90 tại Sân vận động Tottenham Hotspur trong lần ra sân thứ 100 ở Albion , bảy ngày sau. Đây là bàn thắng thứ sáu của anh ấy trong mùa giải, trở thành mùa giải ghi bàn tốt nhất của anh ấy kể từ khi gia nhập câu lạc bộ Sussex. Vào ngày 7 tháng 5, Trossard đã kiến tạo hai bàn thắng và ghi một bàn bằng ngực, điều này phải được VAR xem xét vì khả năng dùng tay chơi bóng trong trận thắng 4–0 trên sân nhà trước Manchester United.
Trossard ghi bàn thắng đầu tiên trong mùa giải 2022–23, thêm bàn thắng thứ hai cho Brighton trong chiến thắng 2–0 trên sân khách trước West Ham vào ngày 21 tháng 8, giúp duy trì chuỗi 11 trận bất bại trước Hammers tại Premier League. Anh ấy ghi bàn thắng đầu tiên trên sân nhà trong mùa giải vào ngày 4 tháng 9, đưa Brighton vượt lên dẫn trước trong chiến thắng chung cuộc 5–2 trên sân nhà trước Leicester. Trong trận đấu tiếp theo vào ngày 1 tháng 10, Trossard trở thành cầu thủ Brighton đầu tiên lập hat-trick ở Premier League trong trận hòa 3–3 trước Liverpool. Cú đúp trong hiệp một của anh ấy có nghĩa là anh ấy là cầu thủ đầu tiên ghi hai bàn thắng trong hiệp một tại Anfield kể từ Amr Zaki của Wigan vào tháng 10 năm 2008. Cú hat-trick của Trossard cũng đồng nghĩa với việc anh đã ghi 4 bàn sau 2 lần ra sân ở Anfield. Trossard ghi bàn thắng thứ 100 trong sự nghiệp cấp câu lạc bộ vào ngày 22 tháng 10, gỡ lại một bàn, trong trận thua chung cuộc 3–1 trước nhà đương kim vô địch hai lần Manchester City.
Tuy nhiên, vào đầu tháng 1 năm 2023, mối quan hệ của Trossard với câu lạc bộ xấu đi nghiêm trọng sau khi huấn luyện viên Roberto De Zerbi cho biết ông sẽ đuổi cầu thủ này vì bỏ buổi tập mà không được phép. De Zerbi cho biết ông không thích thái độ hay hành vi của cầu thủ. Đáp lại, người đại diện Josy Comhair cáo buộc De Zerbi đã làm bẽ mặt cầu thủ trước mặt đồng đội, nói rằng chuyển nhượng là giải pháp tốt nhất.

### Arsenal
Vào ngày 20 tháng 1 năm 2023, Arsenal thông báo về việc ký hợp đồng dài hạn với Trossard. Khoản phí bao gồm 20 triệu bảng Anh được đảm bảo và khoảng 7 triệu bảng Anh bổ sung tiềm năng ròng. Anh được câu lạc bộ trao chiếc áo số 19, và ra mắt vào ngày 22 tháng 1 với tư cách là người thay thế trong trận đấu với Manchester United. Anh có trận ra mắt chính thức vào ngày 27 tháng 1 trước Manchester City ở vòng 4 FA Cup.
Vào ngày 11 tháng 2 năm 2023, anh ghi bàn thắng đầu tiên cho câu lạc bộ trong trận hòa 1–1 với Brentford. Anh đã có trận đá chính đấu đầu tiên tại Premier League cho Arsenal trước Aston Villa vào ngày 18 tháng 2 năm 2023. Anh đã kiến tạo cả ba bàn thắng của Arsenal trong chiến thắng của họ trước Fulham vào ngày 12 tháng Ba, qua đó trở thành cầu thủ đầu tiên trong lịch sử Premier League lập hattrick kiến tạo trong nửa đầu của một trận đấu, trên sân khách và là cầu thủ đầu tiên kể từ sau Santi Cazorla ghi một hattrick và cũng ghi một hattrick kiến tạo trong cùng một mùa giải.

## Sự nghiệp quốc tế
Trossard đã có nhiều lần được triệu tập vào Đội tuyển bóng đá quốc gia Bỉ. Roberto Martinez lần đầu gọi anh vào đội tuyển Bỉ vào tháng 9 năm 2018, một lần nữa vào một tháng sau khi Trossard phải rút lui vì chấn thương, Trossard tiếp tục ngồi dự bị vào tháng 3 năm 2019. Anh ra mắt vào ngày 5 tháng 9 năm 2020 ở trong trận đấu tại Nations League với Đan Mạch, anh vào thay Dries Mertens ở phút thứ 80 trong chiến thắng 2–0 trên sân khách. Trong trận đấu quốc tế đầu tiên của mình, Trossard đã ghi bàn thắng đầu tiên cho đất nước của mình, đồng thời ghi thêm bàn thắng thứ hai trong trận đè bẹp Belarus 8–0 trong một trận đấu Vòng loại FIFA World Cup 2022 vào ngày 30 tháng 3 năm 2021.
Trossard có tên trong đội hình 26 người của Bỉ tham dự UEFA Euro 2020 vào ngày 17 tháng 5 năm 2021, giải đấu diễn ra vào mùa hè năm 2021 do năm trước bị hoãn vì đại dịch COVID-19. Anh xuất hiện lần đầu tiên tại giải đấu trong trận đấu cuối cùng vòng bảng của Bỉ gặp Phần Lan vào ngày 21 tháng 6 với Bỉ đã lọt vào vòng loại trực tiếp. Trossard bắt đầu trận đấu sau đó được thay thế bởi Thomas Meunier ở phút thứ 75 trong chiến thắng 2–0 tại Sân vận động Krestovsky ở Saint Petersburg, đảm bảo vị trí đầu bảng B của Bỉ. Đây hóa ra là trận đấu duy nhất của anh ấy khi Bỉ bị Ý loại ở tứ kết sau thất bại 1–2 tại Allianz Arena ở Munich vào ngày 2 tháng 7.
Vào tháng 10 năm 2021, Trossard góp mặt trong đội tuyển Bỉ tham dự Vòng chung kết UEFA Nations League tại Ý. Anh đã có hai lần vào sân thay người khi Bỉ thua Pháp trong trận bán kết và lại thua Ý trong trận tranh hạng ba để giành vị trí thứ tư.
Trong trận giao hữu quốc tế trên sân nhà với Burkina Faso vào ngày 29 tháng 3 năm 2022, Trossard ghi bàn thắng thứ ba cho đất nước của mình, nơi anh cũng kiến tạo cho Hans Vanaken và Christian Benteke ghi bàn trong chiến thắng 3–0 của Bỉ. Vào ngày 8 tháng 6, anh ghi cú đúp quốc tế thứ hai trong trận thắng 6–1 trên sân nhà trước Ba Lan tại UEFA Nations League.
Vào ngày 10 tháng 11, Trossard có tên trong đội hình 26 người của Bỉ tham dự FIFA World Cup 2022. Vào ngày 23 tháng 11, Trossard vào sân thay người trong trận đấu đầu tiên của Bỉ ở vòng bảng World Cup, trong chiến thắng 1–0 trước Canada.

## Thống kê sự nghiệp

### Câu lạc bộ
Tính đến ngày 19 tháng 5 năm 2024
| Câu lạc bộ             | Mùa giải            | Giải vô địch            | Giải vô địch | Giải vô địch | Cúp quốc gia | Cúp quốc gia | Cúp liên đoàn | Cúp liên đoàn | Châu Âu | Châu Âu | Khác | Khác | Tổng cộng | Tổng cộng |
| Câu lạc bộ             | Mùa giải            | Hạng đấu                | Trận         | Bàn          | Trận         | Bàn          | Trận          | Bàn           | Trận    | Bàn     | Trận | Bàn  | Trận      | Bàn       |
| ---------------------- | ------------------- | ----------------------- | ------------ | ------------ | ------------ | ------------ | ------------- | ------------- | ------- | ------- | ---- | ---- | --------- | --------- |
| Genk                   | 2011–12             | Belgian Pro League      | 1            | 0            | 0            | 0            | —             | —             | 0       | 0       | —    | —    | 1         | 0         |
| Genk                   | 2012–13             | Belgian Pro League      | 0            | 0            | 1            | 0            | —             | —             | 0       | 0       | —    | —    | 1         | 0         |
| Genk                   | 2013–14             | Belgian Pro League      | 0            | 0            | 0            | 0            | —             | —             | 0       | 0       | —    | —    | 0         | 0         |
| Genk                   | 2014–15             | Belgian Pro League      | 0            | 0            | 0            | 0            | —             | —             | —       | —       | —    | —    | 0         | 0         |
| Genk                   | 2015–16             | Belgian Pro League      | 0            | 0            | 0            | 0            | —             | —             | —       | —       | —    | —    | 0         | 0         |
| Genk                   | 2016–17             | Belgian Pro League      | 31           | 6            | 5            | 0            | —             | —             | 16      | 3       | —    | —    | 52        | 9         |
| Genk                   | 2017–18             | Belgian Pro League      | 17           | 7            | 2            | 1            | —             | —             | —       | —       | —    | —    | 19        | 8         |
| Genk                   | 2018–19             | Belgian Pro League      | 34           | 14           | 2            | 0            | —             | —             | 11      | 8       | —    | —    | 47        | 22        |
| Genk                   | Tổng cộng           | Tổng cộng               | 83           | 27           | 10           | 1            | —             | —             | 27      | 11      | 0    | 0    | 120       | 39        |
| Lommel United (mượn)   | 2012–13             | Belgian Second Division | 12           | 7            | 0            | 0            | —             | —             | —       | —       | —    | —    | 12        | 7         |
| Westerlo (mượn)        | 2013–14             | Belgian Second Division | 17           | 3            | 4            | 2            | —             | —             | —       | —       | —    | —    | 21        | 5         |
| Lommel United (mượn)   | 2014–15             | Belgian Second Division | 30           | 16           | 3            | 0            | —             | —             | —       | —       | 6    | 1    | 39        | 17        |
| OH Leuven (mượn)       | 2015–16             | Belgian Pro League      | 30           | 8            | 1            | 0            | —             | —             | —       | —       | —    | —    | 31        | 8         |
| Brighton & Hove Albion | 2019–20             | Premier League          | 31           | 5            | 0            | 0            | 0             | 0             | —       | —       | —    | —    | 31        | 5         |
| Brighton & Hove Albion | 2020–21             | Premier League          | 35           | 5            | 3            | 0            | 1             | 0             | —       | —       | —    | —    | 39        | 5         |
| Brighton & Hove Albion | 2021–22             | Premier League          | 34           | 8            | 1            | 0            | 0             | 0             | —       | —       | —    | —    | 35        | 8         |
| Brighton & Hove Albion | 2022–23             | Premier League          | 16           | 7            | 0            | 0            | 0             | 0             | —       | —       | —    | —    | 14        | 7         |
| Brighton & Hove Albion | Tổng cộng           | Tổng cộng               | 116          | 25           | 4            | 0            | 2             | 0             | 0       | 0       | 0    | 0    | 122       | 25        |
| Arsenal                | 2022–23             | Premier League          | 20           | 1            | 1            | 0            | —             | —             | 1       | 0       | —    | —    | 22        | 1         |
| Arsenal                | 2023–24             | Premier League          | 34           | 12           | 1            | 0            | 1             | 0             | 9       | 4       | 1    | 1    | 46        | 17        |
| Arsenal                | Tổng cộng           | Tổng cộng               | 54           | 13           | 2            | 0            | 1             | 0             | 10      | 4       | 1    | 1    | 68        | 18        |
| Tổng cộng sự nghiệp    | Tổng cộng sự nghiệp | Tổng cộng sự nghiệp     | 342          | 99           | 24           | 3            | 3             | 0             | 37      | 15      | 7    | 2    | 413       | 119       |

1. ↑  Bao gồm Belgian Cup, FA Cup
2. ↑  Bao gồm EFL Cup
3. 1 2 3  Ra sân tại UEFA Europa League
4. ↑  Ra sân tại play-offs thăng hạng Pro League
5. ↑  Ra sân tại UEFA Champions League
6. ↑  Ra sân tại FA Community Shield

### Quốc tế
Tính đến ngày 8 tháng 6 năm 2024
| Đội tuyển quốc gia | Năm       | Trận | Bàn |
| ------------------ | --------- | ---- | --- |
| Bỉ                 |           |      |     |
| 2020               | 3         | 0    |     |
| 2021               | 11        | 2    |     |
| 2022               | 10        | 3    |     |
| 2023               | 6         | 2    |     |
| 2024               | 4         | 2    |     |
| Tổng cộng          | Tổng cộng | 34   | 9   |

Kể từ trận đấu diễn ra vào ngày 8 tháng 6 năm 2024. Tỷ số của Bỉ được liệt kê đầu tiên, cột tỷ số cho biết tỷ số sau mỗi bàn thắng của Trossard.
| #  | Ngày                 | Địa điểm                                         | Trận | Đối thủ      | Tỷ số | Kết quả | Giải đấu                      |
| -- | -------------------- | ------------------------------------------------ | ---- | ------------ | ----- | ------- | ----------------------------- |
| 1  | 30 tháng 3 năm 2021  | Den Dreef, Leuven, Bỉ                            | 6    | Belarus      | 3–0   | 8–0     | Vòng loại FIFA World Cup 2022 |
| 2  | 30 tháng 3 năm 2021  | Den Dreef, Leuven, Bỉ                            | 6    | Belarus      | 7–0   | 8–0     | Vòng loại FIFA World Cup 2022 |
| 3  | 29 tháng 3 năm 2022  | Sân vận động Constant Vanden Stock, Brussels, Bỉ | 15   | Burkina Faso | 2–0   | 3–0     | Giao hữu                      |
| 4  | 8 tháng 6 năm 2022   | Sân vận động Nhà vua Baudouin, Brussels, Bỉ      | 17   | Ba Lan       | 3–1   | 6–1     | UEFA Nations League 2022–23   |
| 5  | 8 tháng 6 năm 2022   | Sân vận động Nhà vua Baudouin, Brussels, Bỉ      | 17   | Ba Lan       | 4–1   | 6–1     | UEFA Nations League 2022–23   |
| 6  | 12 tháng 9 năm 2023  | Sân vận động Nhà vua Baudouin, Brussels, Bỉ      | 28   | Estonia      | 2–0   | 5–0     | Vòng loại UEFA Euro 2024      |
| 7  | 19 tháng 11 năm 2023 | Sân vận động Nhà vua Baudouin, Brussels, Bỉ      | 30   | Azerbaijan   | 5–0   | 5–0     | Vòng loại UEFA Euro 2024      |
| 8  | 5 tháng 6 năm 2024   | Sân vận động Nhà vua Baudouin, Brussels, Bỉ      | 33   | Montenegro   | 2–0   | 2–0     | Giao hữu                      |
| 9  | 8 tháng 6 năm 2024   | Sân vận động Nhà vua Baudouin, Brussels, Bỉ      | 34   | Luxembourg   | 3–0   | 3–0     | Giao hữu                      |
| 10 | 10 tháng 10 năm 2024 | Stadio Olimpico, Rome, Ý                         | 38   | Ý            | 2–2   | 2–2     | UEFA Nations League 2024–25   |

## Danh hiệu

### Câu lạc bộ

#### Genk
- Belgian First Division A: 2018–19
- Belgian Cup: 2012–13

#### Westerlo
- Belgian Second Division: 2013–14

#### Arsenal
- FA Community Shield: 2023